# 1882 en architecture
| Années de l'architecture : 1879 - 1880 - 1881 - 1882 - 1883 - 1884 - 1885    |
| Décennies de l'architecture : 1850 - 1860 - 1870 - 1880 - 1890 - 1900 - 1910 |

Cet article présente les faits marquants de l'année 1882 en architecture.

## Réalisations
- L'architecte espagnol Antoni Gaudí commence l'église Sagrada Família à Barcelone.
- L'architecte français Charles Garnier construit l'observatoire de Nice.
- Construction de l'Église de la Résurrection (style néonationaliste) à Saint-Pétersbourg.
- Daniel Burnham et John Wellborn Root construisent la Watson-Farr House.
- William W. Boyington construit le Old Chicago Board of Trade Building.
- Palais Löwenfeld à Linz.

## Récompenses
- Royal Gold Medal : Baron von Ferstel.
- Prix de Rome : Pierre Esquié.

## Naissances
- 2 janvier : Frederic Joseph DeLongchamps († 11 février 1969).
- 11 mai : Hugo Häring († 17 mai 1958).
- 3 juin : David Adler († 27 septembre 1949).
- 2 juillet : Francis Conroy Sullivan († 4 avril 1929).

## Décès
- 29 juin : Joseph Hansom (° 26 octobre 1803).
- James Joseph McCarthy (° 6 janvier 1817).